# Gertruda Sekaninová-Čakrtová
Gertruda Sekaninová-Čakrtová, rozená Stiassna (21. května 1908 Budapešť – 29. prosince 1986 Jihlava), byla česká a československá právnička, politička a diplomatka, později též významná disidentka.
Pocházela z bohaté podnikatelské rodiny, před válkou pracovala jako advokátka a vstoupila do KSČ, za války byla pro svůj židovský původ vězněna v řadě nacistických koncentračních táborů. Po válce se stala náměstkyní ministra zahraničních věcí ČSR. V 60. letech se stala poslankyní Národního shromáždění, angažovala se v pražském jaru a nejvíce se proslavila na podzim roku 1968, kdy vystoupila proti smlouvě o dočasném pobytu sovětských vojsk. Za tyto postoje byla nucena z politiky odejít. Závěr života strávila jako disidentka, jedna z prvních signatářek Charty 77 a zakladatelka Výboru na obranu nespravedlivě stíhaných.

## Mládí
Narodila se v Budapešti jako Gertruda Stiassna, coby nejstarší dítě v bohaté židovské rodině původem z Humpolce. Její dědečkové, bratři Josef a Ignác Stiassní, spolu založili v Německém Brodě (roku 1945 přejmenovaném na Havlíčkův Brod) továrnu na barvení sukna. Ignác Stiassny se později přestěhoval do Budapešti, kde řídil pobočku této firmy. Jeho dcera Lili Stiassny se provdala za Richarda Stiassného, syna Josefa Stiassného (rodiče Gertrudy tedy byli bratranec a sestřenice), a v roce 1908 se jim v Budapešti narodila Gertruda. V roce 1910 se rodina přestěhovala do Německého Brodu, a tam se rozrostla o další tři děti. Jedním z nich byl Josef „Pepek“ Stiassny (1916–1944), který během druhé světové války proslul jako opatrovník a vychovatel chlapců v Terezínském ghettu, kde se také podílel na vydávání časopisu Vedem. Další z bratrů, Petr (1918–1943), se za války angažoval v odboji, ale byl dopaden a popraven.
Otec Gertrudy zemřel v roce 1920, když jí bylo 11 let. V letech 1919–1922 studovala na Státním německém lyceu v Jihlavě, v letech 1922–1927 absolvovala reálné gymnázium v Německém Brodě. Ve studiu pokračovala na Právnické fakultě Univerzity Karlovy. Tehdy se sblížila s levicovými studenty, působila v různých levicových organizacích (např. Společnost pro hospodářské a sociální sblížení se SSSR, Komunistická studentská frakce (Kostufra), Syndikát ženské pracující inteligence) a v roce 1932 vstoupila do Komunistické strany Československa (KSČ). V témže roce úspěšně ukončila studium, a o rok později začala pracovat jako koncipientka v advokátní kanceláři dr. Ivana Sekaniny, za kterého se v roce 1935 provdala. V roce 1938 složila advokátní zkoušky a začala se věnovat samostatné advokátní praxi; jako obhájkyně se účastnila i zahraničních procesů s představiteli levice, například s rumunskou komunistkou Anou Paukner. Pracovala též v různých levicových organizacích (např. v Levé frontě) a v KSČ.
Její manžel Ivan Sekanina proslul mimo jiné jako obhájce Ernsta Torglera a Georgi Dimitrova, obžalovaných ze zapálení německého Říšského sněmu, čímž si vysloužil nenávist nacistů. Dne 16. března 1939, den po začátku německé okupace Československa, byl Sekanina zatčen a vězněn nejprve ve věznici na Pankráci a poté v koncentračním táboře Sachsenhausen. Sekaninové bylo v roce 1939 několikrát umožněno ho ve vězení navštívit. Následující rok v Sachsenhausenu zemřel.

## Druhá světová válka
Po zatčení svého muže pokračovala v advokátní praxi, až do roku 1940, kdy ji musela kvůli důslednějšímu uplatňování Norimberských zákonů na území Protektorátu ukončit. Poté pracovala jako ošetřovatelka v dětských útulcích. Kvůli svému židovskému původu musela v říjnu 1942 nastoupit do transportu do terezínského ghetta. Tam pracovala jako vychovatelka a opatrovnice dívek ze smíšených manželství, které byly do Terezína deportovány bez rodičů. Její bratr Josef Stiassny v Terezíně vychovával osiřelé chlapce.
Jako vychovatelka se snažila dbát na rozvoj svých svěřenkyň, například často pořádala různé přednášky zajímavých osobností z řad vězňů. Byla též dívkám důvěrnicí, děvčata se jí mohla svěřit se svými osobními problémy, o politice však s dívkami nemluvila. Podílela se na vydávání ilegálního časopisu Bonaco.
Česká národní komise (Landsmannschaftkomission) Sekaninovou zařadila na tzv. objektivní seznam osob s kulturními, občanskými či jinými zásluhami. Díky tomu byla dlouho chráněna před deportací do některého z vyhlazovacích táborů. Tato ochrana platila až do podzimu 1944, kdy se struktury SS rozhodly většinu obyvatel ghetta odvézt a zlikvidovat. V říjnu 1944 byla deportována do vyhlazovacího tábora Auschwitz-Birkenau. Tam ji při selekci vybrali na nucené práce v Kurzbachu u Trachtenbergu (dnes polské město Żmigród u Vratislavi), kde byla pobočka koncentračního tábora Gross-Rosen. Byla zde přiřazena na kopání zákopů a práci v lese. Dne 21. ledna 1945 byl tábor z důvodu ústupu před Rudou armádou evakuován, a vězni nastoupili na pochod smrti směrem do koncentračního tábora Bergen Belsen. Z tohoto pochodu se jí spolu s několika dalšími vězni podařilo uniknout, několik měsíců se skrývala v Sasku, až ji osvobodila americká armáda. Většina její početné rodiny holokaust nepřežila. Z jejích blízkých jí zbyli zejména přátelé z předválečných levicových kruhů. Mnoho z nich v novém uspořádání po válce zaujalo různá významná místa, což otevřelo Sekaninové cestu vzhůru.

## Na vrcholu kariéry
Gertruda Sekaninová uvěřila, že nastolení socialismu bude zárukou, že se hrůzy druhé světové války už nikdy nebudou opakovat. Již koncem května 1945 obnovila své členství v KSČ. V červenci 1945 ji státní tajemník na ministerstvu zahraničních věcí (MZV) Vladimír Clementis (taktéž člen KSČ) přijal jako referentku anglosaského odboru. V této funkci vykonala mnoho zahraničních cest – působila jako stálá delegátka Československa při Organizaci spojených národů (OSN). Nadřízení jí dávali výborné hodnocení, například v roce 1947 napsali „Široký politický rozhled a výborná znalost souvislostí mezinárodní politiky. Zvláštní píle a svědomitost ve výkonu služby.“ – a postupně stoupala v hierarchii ministerstva. Věnovala se také stranické práci, jakožto členka různých stranických výborů a komisí, a na 8. sjezdu KSČ byla zvolena členkou Ústředního výboru Komunistické strany Československa (ÚV KSČ). V tomto vrcholném orgánu strany působila do roku 1947 (podle jiného zdroje 1949), kdy na funkci rezignovala z důvodu velkého pracovního vytížení. Angažovala se i mimo KSČ – jakožto zakládající členka a místopředsedkyně Svazu osvobozených politických vězňů (společně s Miladou Horákovou), členka Revolučního odborového hnutí (ROH), Rady československých žen či Společnosti přátel Lužice. Byla zvolena do Ústředního národního výboru v Praze (funkci vykonávala v letech 1946–1948) a neúspěšně kandidovala do Národního shromáždění. V únoru 1948 slovně podpořila komunistický puč a stala se na členkou akčního výboru Národní fronty na MZV.
Od roku 1949 se v dědickém řízení snažila získat zpět majetek, který její rodině zabavili nacisté. V témže roce se (podruhé) provdala za Kazimíra Čakrta, který pracoval na ministerstvu financí, a se kterým již měla ročního syna Michala. Mateřská dovolená jí umožnila vyhnout se na ministerstvu složitému období čistek, intrik a donášení, a v roce 1949 se stala první náměstkyní ministra zahraničních věcí Clementise. Na starosti měla styk s vyspělými kapitalistickými státy, s výjimkou Západního Německa a Rakouska, a také tiskový odbor. Československo v té době kopírovalo zahraniční politiku Sovětského svazu – Sekaninová-Čakrtová například na půdě OSN protestovala proti vzniku NATO a SEATO a proti americké intervenci v korejské válce. Historik Martin Kopeček o jejím působení v té době napsal: „I přes nepochybnou rigidnost stanovisek, zakotvených v marxisticko-leninské doktríně, byla řada jejich postojů nepochybně pokroková a tak dále posouvala hranice možného a nutila protivníky z kapitalistických států k adekvátní reakci (koloniální politika, sociální a pracovní práva, ženská emancipační práva, odmítání rasismu).“
V roce 1955 jí byl poprvé udělen Řád republiky, jedno z nejvyšších československých vyznamenání, a v roce 1957 Řád 25. února II. stupně.

## Ústup ze slávy

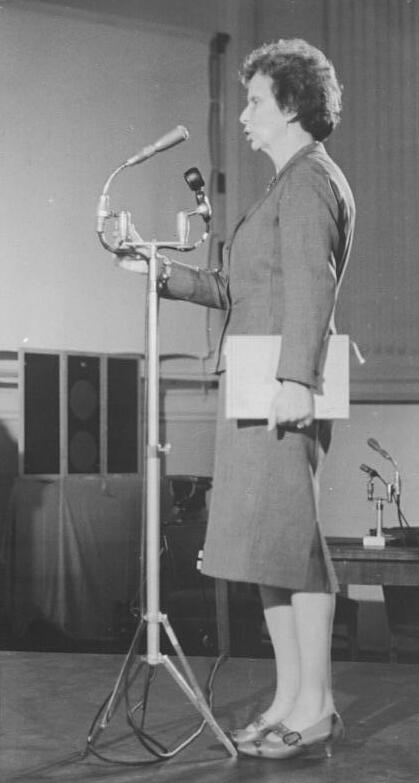
Gertruda Sekaninová-Čakrtová při procesu s Hansem Globkem (1963)

Přelom 40. a 50. let byl v Československu ve znamení čistek, kdy byli z důležitých funkcí ve státní správě a v KSČ odstraňování nepohodlní lidé, často též byli vybraní vysoce postavení jedinci označeni za vnitřního nepřítele a perzekvováni na výstrahu ostatním. Tyto procesy se samozřejmě nevyhnuly ani ministerstvu zahraničních věcí. Sekaninová-Čakrtová podle historiků přesně zapadala do šablony skrytých třídních nepřátel, před kterými varovali sovětští poradci – byla Židovka, buržoazního původu, vzdělaná, na ministerstvo jí pomohl Rudolf Slánský, měla příbuzné v USA, apod. V rámci procesu s Rudolfem Slánským byl popraven její bývalý nadřízený Vladimír Clementis, a dva z jeho náměstků – Artur London a Vavro Hajdů – dostali doživotní trest odnětí svobody. Vedoucí sovětského oddělení na MZV Ivan Kopecký (syn Václava Kopeckého) požadoval, aby i Sekaninová-Čakrtová byla vyloučena z KSČ a zatčena, neboť údajně podporovala nepřátelskou činnost Londona a Hajdů. V této době se musela pod hrozbou perzekuce vzdát (dosud nevypořádaného) nároku na dědictví nemovitostí po matce; o tento majetek se dosud (2014) soudí její syn.
Zatčena však nebyla a místo toho ji nový ministr zahraničních věcí Viliam Široký pověřil vedením československé delegace na VI. valné shromáždění OSN. Je možné, že ji od perzekuce uchránilo přátelství s mnohými představiteli režimu, s nimiž se znala ještě z předválečného období (mohlo jít o Antonína Zápotockého, s jehož ženou se přátelila). Není též vyloučeno, že po řadě odmítavých reakcí na justiční vraždu Milady Horákové se komunistický režim zdráhal popravit další ženu a matku malého dítěte. Ve funkci náměstkyně pokračovala i poté, co byl novým ministrem jmenován Václav David. Podle hlášení americké Ústřední zpravodajské služby (CIA) z roku 1953 byl David považován za neschopného a skutečnou hlavou československé diplomacie byla Sekaninová-Čakrtová.
V letech 1954–1958 byla sledována Státní bezpečností (StB).
V roce 1957 byl její manžel vyšetřován kvůli údajnému podílu na špionáži a finančních machinacích, kterých se měl dopustit jeho bratranec Jan Čakrt. Vykonstruované obvinění dohnalo Kazimíra Čakrta k sebevraždě. Podle jiné verze byl Kazimír Čakrt zatčen na popud ministra financí Júlia Ďuriše, který se domníval, že Čakrt při jednání československo-rakouské delegace stranil Rakušanům.
Po sebevraždě svého muže byla Sekaninová-Čakrtová odvolána z funkce a později pracovala na ministerstvu školství a kultury jako vedoucí nově zřízeného legislativního a správního odboru. Také tam působila jako místopředsedkyně závodní organizace KSČ.
Coby bývalá vězeňkyně koncentračních táborů svědčila v roce 1963 v Německé demokratické republice v procesu se spoluautorem Norimberských zákonů Hansem Globkem.

## 60. léta: návrat do politiky a nejslavnější okamžik
V roce 1962 se vrátila do politiky jako poslankyně obvodního národního výboru za Prahu 6. Tuto funkci vykonávala do voleb v roce 1964, kdy byla zvolena poslankyní Národního shromáždění, kde stala se členkou jeho zahraničního výboru a aktivní byla i v jeho ústavně právním výboru. Měla blízko k reformátorům pražského jara – jako poslankyně mimo jiné podpořila návrh zákona, vylučujícího promlčení válečných zločinů spáchaných během druhé světové války, podpořila rehabilitaci nezákonně perzekvovaných během 50. let a zasadila se o zrušení cenzury.
| „                                                                          | Soudruh Nový řekl: „Nyní musí novináři ukázat, co dovedou. My, poslanci, to za vás, novináře, neuděláme.“ - Ale vždyť já pochybuji, že by to novináři chtěli! Od nás by měli chtít, a hádám - smím si dovolit jen hádat - že by asi chtěli jen dobré zákony, dobrou, otevřenou spolupráci, vytváření důvěry zde v parlamentě a ve volebních obvodech. "Rušíme vám cenzuru," jsem si poznamenala. V tom vidím skutečně jádro věci. Vždyť rušíme si, rušíme sobě cenzuru. Uskutečňujeme svoje právo, právo každého občana na svobodu tisku. | “ |
| — Národní shromáždění, 25. června 1968, v diskusi k návrhu zrušení cenzury | |   |

Znovu též s přestávkami působila jako zástupce Československa u OSN. Většinou zastupovala Československo v politickém výboru. V jiném výboru se účastnila závěrečné fáze jednání o Mezinárodním paktu o občanských a politických právech a Mezinárodním paktu o hospodářských, sociálních a kulturních právech. V prosinci 1966 při debatě ve Valném shromáždění OSN vyslovila závazek, že československá vláda učiní všechno pro úplné uplatnění těchto paktů. Jako zpravodajka tyto pakty uvedla v Národním shromáždění. Československo smlouvy podepsalo v roce 1968, parlament je ale neratifikoval.
1. května 1968 byla podruhé vyznamenána Řádem republiky, za dlouholetou aktivní a obětavou práci v dělnickém hnutí a v Komunistické straně Československa a za zásluhy o výstavbu socialismu. V letech 1968–1969 zastávala funkci místopředsedkyně Československého svazu žen.
Při invazi vojsk Varšavské smlouvy do Československa 21. srpna 1968 se nacházela na konferenci Meziparlamentní unie v Kodani. Nakonec odmítla zvažovanou emigraci a vrátila se do ČSSR. Při projednávání smlouvy o dočasném pobytu sovětských vojsk v Národním shromáždění dne 18. října 1968 jako jediná návrh smlouvy kritizovala a poukazovala na jeho různé nedostatky, zejména na chybějící termín odchodu Sovětské armády. Doporučila návrh nepřijmout a navrhovala úplné stažení vojsk z československého území.
| „                                     | Navrhuji, aby Národní shromáždění přijalo toto usnesení: Národní shromáždění žádá vládu, aby v brzké době zahájila se Sovětským svazem jednání o úplném odchodu sovětských vojsk z československého území. | “ |
| — Národní shromáždění, 18. října 1968 | |   |

Tento návrh Národní shromáždění nepřijalo a smlouvu schválilo. Sekaninová-Čakrtová hlasovala jako jedna ze čtyř poslanců (spolu s Františkem Kriegelem, Františkem Vodsloněm a Boženou Fukovou) proti jejímu přijetí. V lednu 1969 se zúčastnila pohřbu Jana Palacha. Poté, co „reformního“ ministra školství Vladimíra Kadlece nahradil Vilibald Bezdíček, se rozhodla v roce 1969 odejít z ministerstva školství do důchodu, poslanecký post si ale ponechala. Na zasedání Zahraničního výboru Sněmovny lidu v září 1969 jako jedna ze čtyř poslanců hlasovala proti revokaci prohlášení výboru z týdne po 21. srpnu 1968, které odsuzovalo invazi.
Několik dní poté ji předvolala zvláštní komise ÚV KSČ, aby před ní své postoje vysvětlila. Sekaninová-Čakrtová zopakovala, že i nadále podporuje reformy pražského jara a odmítá sovětskou okupaci země, a dávala komisi najevo, že jí pohrdá. Za tyto postoje byla spolu s dalšími poslanci Národního shromáždění zbavena poslaneckého mandátu a vyloučena z komunistické strany.

## Závěr života a práce v disentu
Od roku 1969 byla v důchodu. I nadále věřila myšlence socialismu, zcela se však rozešla s myšlenkami KSČ. Stýkala se s dalšími vyloučenými reformními komunisty, především s Františkem Kriegelem a Františkem Vodsloněm. Tím na sebe znovu přitáhla pozornost Státní bezpečnosti, která ji v roce 1970 pozvala k výslechu, poté ji nechala sledovat a nakonec ji zaevidovala jako nepřátelskou osobu I. třídy nebezpečnosti. Ve složce si o ní poznamenala: „Jedná se o osobu nepřátelsky zaměřenou proti Sovět. svazu a všemu pokrokovému. Neuznává současné vedení ÚV KSČ a svým jednáním se snaží narušovat pozitivní výsledky vnitřní i zahraniční politiky ČSSR."
Aktivita StB ještě vzrostla v roce 1975, kdy Kriegel, Vodsloň a Sekaninová-Čakrtová vyzvali v dopise Federální shromáždění, aby přijalo závazky vyplývající ze Závěrečného aktu Konference o bezpečnosti a spolupráci v Evropě, který ČSSR podepsala. Konkrétně požadovali, aby Federální shromáždění ratifikovalo Mezinárodní pakt o občanských a politických právech a Mezinárodní pakt o hospodářských, sociálních a kulturních právech, které za Československo v roce 1968 podepsal náměstek ministra zahraničních věcí Davida Václav Pleskot, ale Československo je nikdy neratifikovalo (Sekaninová-Čakrtová v roce 1966 na půdě OSN přislíbila jejich schválení), a dále aby Federální shromáždění přehodnotilo smlouvu o pobytu sovětských vojsk a zajistilo větší ochranu lidských práv a svobod. Federální shromáždění nakonec pakty v roce 1976 ratifikovalo.
Ani tyto pakty, ani závěry Konference o bezpečnosti a spolupráci v Evropě ovšem nebyly v ČSSR dodržovány. Při soudním procesu s pronásledovanými hudebníky ze skupiny The Plastic People of the Universe v roce 1976 se setkaly různé skupinky odpůrců režimu (Sekaninová-Čakrtová byla mezi nimi), a z tohoto setkání později vznikla občanská iniciativa Charta 77, která vyzývala vládnoucí režim k dodržování lidských práv a mezinárodních smluv, které ČSSR ratifikovala. Gertruda Sekaninová-Čakrtová byla jednou z prvních signatářek Charty 77.
Od té doby se intenzivně věnovala práci v disentu. Poté, co na funkci na mluvčího Charty 77 rezignoval v březnu 1978 Jiří Hájek, byla navrhována na novou mluvčí, ale nakonec se jí nestala. V roce 1978 se stala zakládající členkou Výboru na obranu nespravedlivě stíhaných. Ve výboru uplatnila své právnické vzdělání a zkušenosti s obhajováním politicky pronásledovaných z dob První republiky. Byla například podepsána pod několika dopisy generálnímu prokurátorovi ČSSR Jánu Feješovi, ve kterých Charta a VONS požadovaly zlepšení podmínek vězně Petra Cibulky, odsouzeného za šíření hudebních nahrávek, který byl ve vězení podroben krutému zacházení a byla mu odpírána lékařská péče. Podepsala i žádost Městskému národnímu výboru v Brně o povolení manifestace za Cibulkovo propuštění. V roce 1980 zase spolu s dalšími disidenty napsala dopis generálnímu tajemníkovi Italské komunistické strany Enricovi Berlinguerovi, ve kterém ho pisatelé prosili, aby veřejně vystoupil na obranu a propuštění vězněného disidenta Rudolfa Battěka. Podepsala manifest Sto let českého socialismu, který obvinil komunistické vedení státu, že se zpronevěřilo původním socialistickým ideálům, a že mnozí dělníci už dnes nepokládají KSČ za stranu dělnickou, ale za stranu „panskou“. Dále se připojila k peticím požadujícím propuštění Otty Bednářové, Evy Kantůrkové, Karla Soukupa, Jána Mlynárika, Jiřího Rumla a Milana Šimečky. Sama napsala generálnímu prokurátorovi dopis, ve kterém požadovala prošetření postupu policistů, kteří při výslechu surově zbili disidenta Petra Pospíchala.
V roce 1978 zorganizovala petici Trest smrti je jedna z nejtemnějších skvrn na tváři našeho věku, která požadovala zrušení trestu smrti v ČSSR,. Petici podepsalo 288 signatářů. Tuto petici se posléze spolu s Václavem Havlem pokoušeli předat předsedovi Federálního shromáždění Aloisovi Indrovi a některým místopředsedům. Vedení parlamentu petici převzít odmítlo. Neúspěšný byl i druhý pokus o předání za účasti Pavla Landovského a Rudolfa Slánského mladšího.
Díky těmto aktivitám ji šikanovala StB – v roce 1979 ji zatkli, několik dní zadržovali a udělili prokurátorskou výstrahu, zatímco její byt byl podroben domovní prohlídce se zabavováním věcí. Na rozdíl od některých členů VONS ale pro svůj vysoký věk a dřívější působení v KSČ nebyla obžalována z žádného trestného činu.
Později, s přibývajícím věkem (bylo jí už přes 70 let), své aktivity v disentu omezovala. Závěr svého života strávila v Polné na Jihlavsku. Zemřela v roce 1986 na následky úrazu (spadla ze schodů). Krátce před smrtí si o ní StB zapsala: „Postoje k reálnému socialismu si objekt zachovává nepřátelské“.

## Postoje
Gertruda Sekaninová-Čakrtová patřila ke skupině politiků, kteří prošli podobným vývojem: Před druhou světovou válkou byli levicoví intelektuálové, za války často pronásledovaní, po válce stalinisté, v 60. letech reformisté, po roce 1968 disidenti. V mládí ji ovlivnilo buržoazní prostředí, ve kterém vyrůstala, židovský původ a vzdělání a výchova v masarykovském duchu. Brzká smrt otce, po kterém převzala roli její matka (a to jak v roli hlavy rodiny, tak ve vedení továrny), pravděpodobně předurčila její důraz na otázku ženské rovnoprávnosti a členství v různých ženských organizacích.
Později se přidal vliv komunistických myšlenek. Socialismus byl pro Sekaninovou-Čakrtovou především garantem lidských práv a svobod a obrany neprávem vylučovaných. (Zde mohl mít vliv její židovský původ, neboť Židé bývali často též společensky vyloučení.) Po hrůzné zkušenosti z koncentračních táborů, kde byla navíc vyvražděna téměř celá její rodina, se upnula k budování nového, spravedlivějšího (socialistického) světa. Podle historika Martina Kopečka pro ni byly excesy stalinismu jen přechodné extrémy, které si vynutila zostřená mezinárodní situace, a byl to pouze dočasný ústupek na cestě k socialismu. Přivítala proto období uvolňování v 60. letech, kdy se politika strany stále více blížila ideálu demokratického socialismu, a patřila mezi reformní politiky. V období sovětské okupace se KSČ rychle zříkala reforem 60. let, a proto se vzdalovala i přesvědčení Sekaninové-Čakrtové. Otevřeným setrváváním na svých celoživotních ideálech – důrazu na svobodu, lidská práva, odstranění diskriminace – se pak Sekaninová-Čakrtová dostala do přímého rozporu s režimem, čímž se z ní stala disidentka.
| „                                                | Řekla bych, že mi jde o stále stejné lidské hodnoty, jen názor na to, jak o ně usilovat a přiblížit se k nim se zkušenostmi vyvíjí. | “ |
| — Rozhovor v roce 1978 pro Informace o Chartě 77 | |   |

## Citáty
| „                                             | Přijmout smlouvu jsem považovala za nemožné. Smlouva petrifikovala okupaci Československa a odporovala zásadně všem principům slušnosti a mezinárodního práva. Po praktické stránce byla překážkou řešení všech našich vnitřních problémů. [...] Podala jsem návrh, aby sovětská vojska ze země odešla. Předseda vlády Černík jej odmítl, vláda prý bude plnění smlouvy kontrolovat. Co ale kontrolovat na smlouvě, kde dočasnost je definována dočasností? | “ |
| — Rozhovor s Evou Kantůrkovou, 14. ledna 1980 | |   |

| „                                                          | Zažila jsem pocit úžasné vnitřní svobody. Byl to opravdu vzácný pocit volnosti a vědomí, že hlasuji tak, jak si to naši lidé přejí. | “ |
| — O hlasování o smlouvě o dočasném pobytu sovětských vojsk | |   |